# The Price of Folly (serial cinematografico)
The Price of Folly è un serial muto del 1918. Il nome del regista non viene riportato nei credit del film, un serial in otto episodi di due rulli ciascuno che venne prodotto dalla Balboa e distribuito dalla Pathé Exchange. Aveva come interprete principale Ruth Roland, una specialista del cinema d'azione, considerata una delle "regine" del serial all'epoca del muto.

## Produzione
Il film fu prodotto dalla Balboa Amusement Producing Company. Venne girato nel 1916 con il titolo di lavorazione Who Wins?; doveva essere una sorta di proseguimento di un altro serial prodotto dalla Balboa e distribuito dalla Pathé nel 1915, il serial in dodici episodi Who Pays?.

## Distribuzione
Distribuito dalla Pathé Exchange, il serial uscì nelle sale cinematografiche statunitensi il 20 gennaio 1918.